# نقشه‌برداری آسمانی دیجیتال اسلون

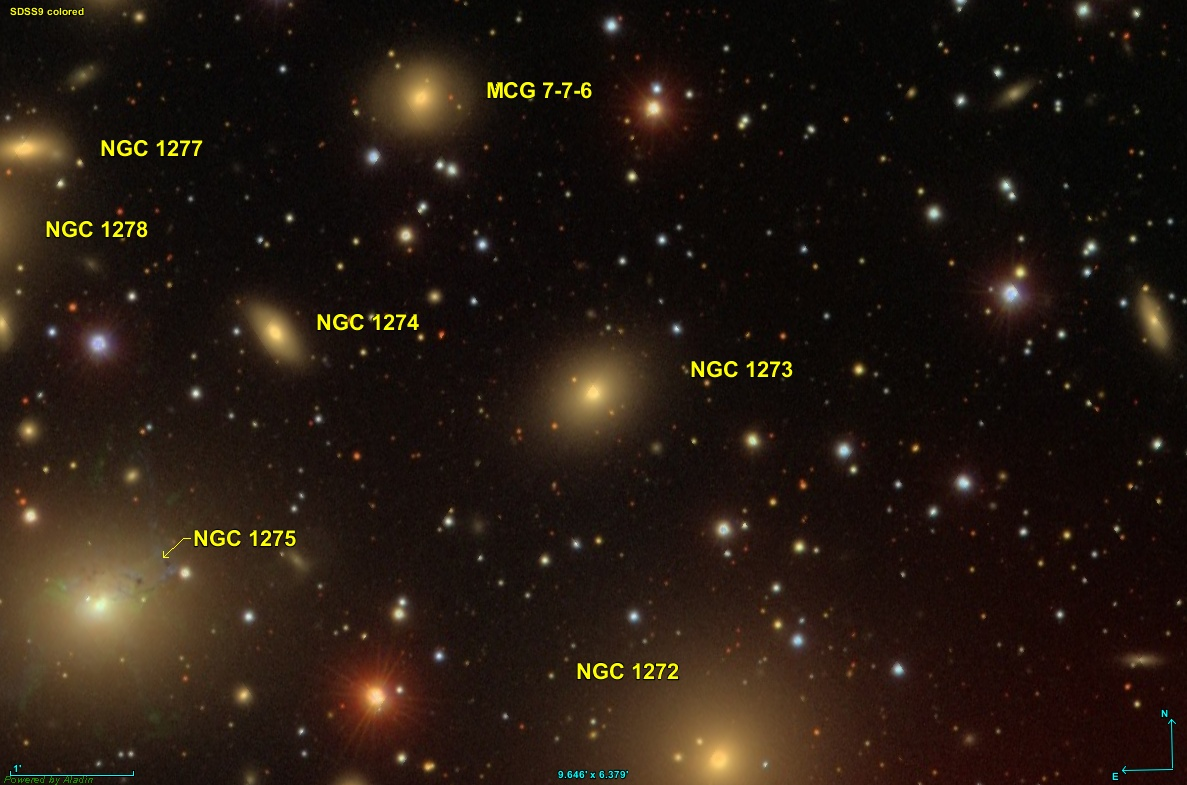
نمایی از یک‌نوع نگارهٔ نقشه‌برداری آسمانی دیجیتال اسلون (SDSS). این نگاره با استفاده از نرم‌افزار Aladin Sky Atlas از مرکز داده‌های نجومی استراسبورگ و داده‌های SDSS، ایجادشده است.

نقشه‌برداری آسمانی دیجیتال اسلون (به انگلیسی: Sloan Digital Sky Survey) یا SDSS، نام یک پروژه بین‌المللی و یکی از تلسکوپ‌های مهم دید زاویه باز در جهان است، و در نیومکزیکو در آمریکا قرار گرفته است.
تلسکوپ اس‌دی‌اس‌اس در رصدخانه آپاچی پوینت قرار دارد، و در سال ۲۰۰۰ تأسیس گردید. این پروژه هم‌اکنون مرحله فاز سوم خود را می‌گذراند.
این تلسکوپ متشکّل از آینه‌ای با قطر ۲٫۵ متر است، و توسط ۲۵ مؤسسه از سرتاسر جهان به‌طور مشترک استفاده می‌شود.
خرج ساخت این تلسکوپ توسط یک بنیاد شخصی به‌نام بنیاد آلفرد پی. اسلون تأمین گشته است.